# Třída Beograd
Třída Beograd  byla lodní třída torpédoborců jugoslávského královského námořnictva konstrukčně vycházející z francouzského typu Simoun. Jeden torpédoborec byl potopen při okupaci Jugoslávie. Zbylé dva byly ukořištěny a potopeny v dalším průběhu války.

## Stavba

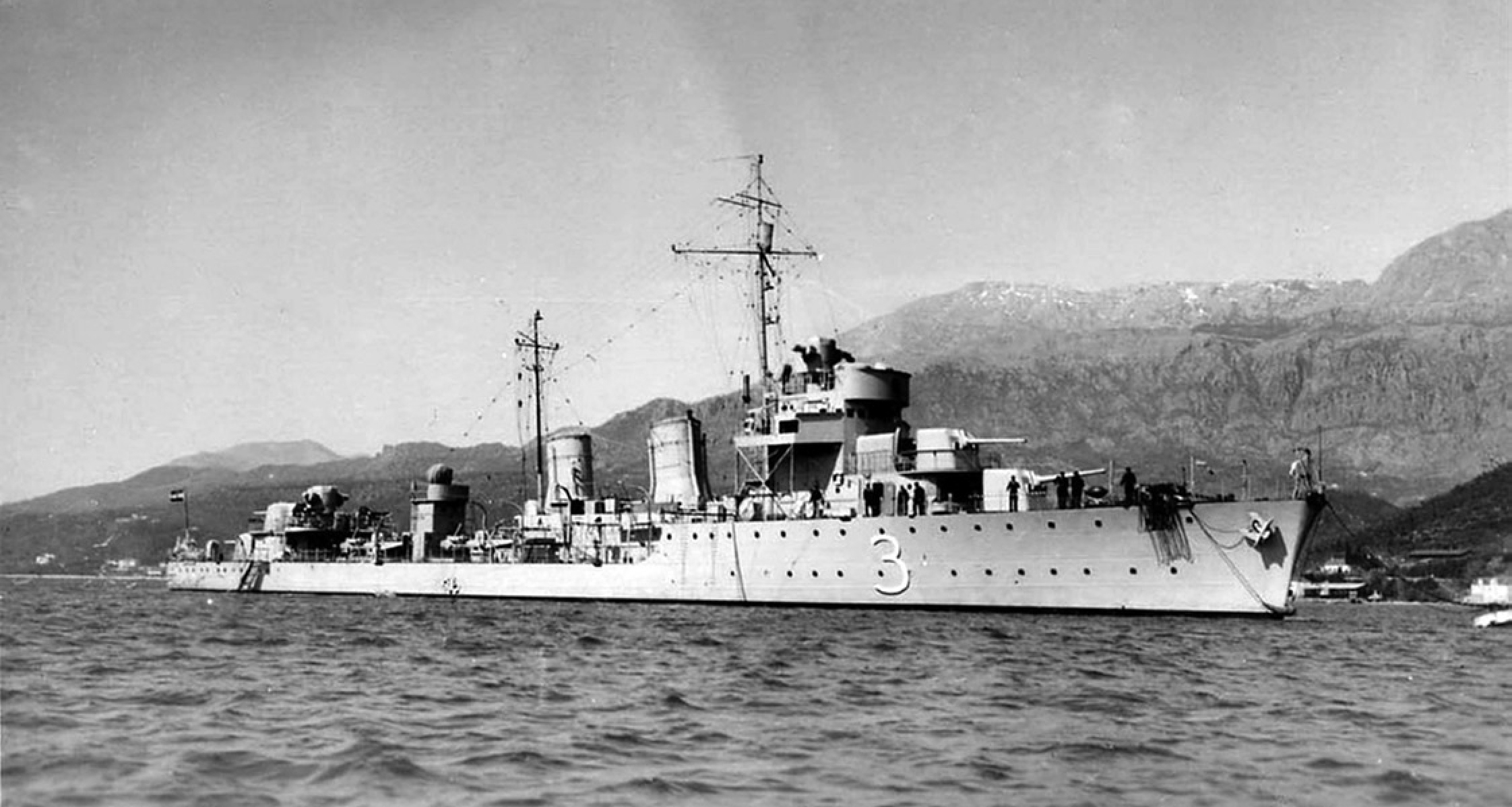
Zagreb

Celkem byly postaveny tři jednotky této třídy pojmenované po hlavních městech Srbska, Chorvatska a Slovinska Beograd, Ljublana a Zagreb. Plavidla byla objednána v roce 1936. Zatímco první byl postaven ve francouzské loděnici Ateliers et Chantiers de la Loire v Saint-Nazaire, zbylé dva postavila domácí loděnice Jadranska Brodogradilista ve Splitu. Na vodu byly spuštěny v letech 1937–1938 a do služby byly přijaty v roce 1939.
Jednotky třídy Beograd:
| Jméno    | Loděnice                          | Založení kýlu | Spuštěna          | Vstup do služby | Osud |
| -------- | --------------------------------- | ------------- | ----------------- | --------------- | --- |
| Beograd  | Ateliers et Chantiers de la Loire | 1936          | 23. prosince 1937 | srpen 1939      | Dne 17. dubna 1941 ukořistěn Itálií. Zařazen do italského námořnictva jako Sebenico. Po italské kapitulaci dne 11. září 1943 v Benátkách ukořistěn Němci. V Terstu modifikován pro německé potřeby. Do Kriegsmarine zařazen 17. října 1943 jako TA43. Dne 1. května 1945 v Terstu potopen vlastní posádkou. |
| Zagreb   | Jadranska Brodogradilista         | 1936          | 30. března 1938   | duben 1939      | Dne 17. dubna 1941 zničen vlastní posádkou. |
| Ljublana | Jadranska Brodogradilista         | 1936          | 28. června 1938   | září 1939       | Dne 17. dubna 1941 ukořistěn Itálií. Zařazen do italského námořnictva jako Lubiana. Dne 1. dubna 1943 ztroskotal na pobřeží Tunisu. |

## Konstrukce

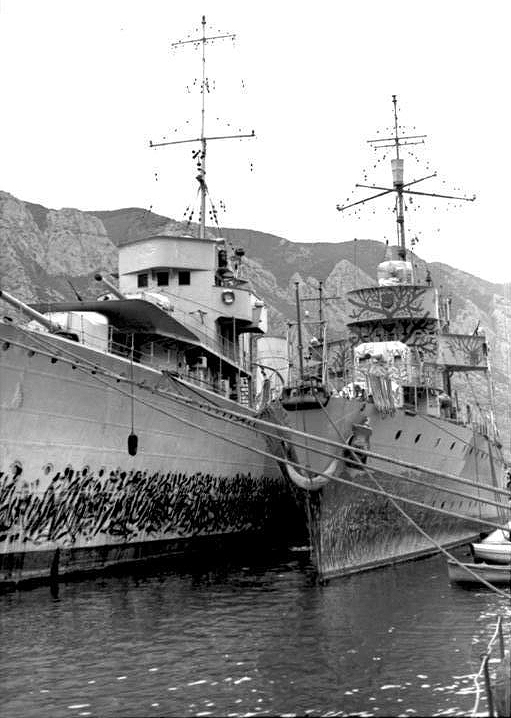
Torpédoborce Dubrovnik a Beograd po okupaci země

Výzbroj tvořily čtyři 120mm kanóny Škoda v jednohlavňových věžích, čtyři 40mm kanóny Bofors, šest 15mm kulometů a dva trojhlavňové 550mm torpédomety. Dále unesly až 30 min. Pohonný systém tvořily dvě parní turbíny Parsons a tři kotle Yarrow, pohánějící dva lodní šrouby. Nejvyšší rychlost dosahovala 38 uzlů. Dosah byl 1200 námořních mil při rychlosti 16 uzlů.

## Operační služba
Dne 24. ledna 1940 torpédoborec Ljublana kvůli špatné navigaci ztroskotal u Šibeniku, ale později se jej podařilo uvolnit a odvléci.
Služba plavidel v jugoslávském námořnictvu skončila kvůli okupaci země v dubnu 1941. Beograd dne 6. dubna 1941 poškodily německé střemhlavé bombardéry a dne 17. dubna 1941 jej Italové ukořistili v Kotoru. Ve stejný den Zagreb vyhodila do vzduchu vlastní posádka v Boce Kotorské a torpédoborec Ljublana byl rovněž ukořistěn Italy. Itálie oba získané torpédoborce zařadila do královského námořnictva jako Sebenico a Lubiana. Modifikovanou výzbroj tvořily čtyři 120mm kanóny, jeden 37mm kanón, pět 20mm kanónů a šest 533mm torpédometů. Torpédoborec Lubiana dne 1. dubna 1943 ztroskotal na pobřeží Tunisu.
Po italské kapitulaci Sebenico dne 11. září 1943 ukořistili Němci. Kriegsmarine jej do služby zařadila jako TA43. Loď byla potopena vlastní posádkou dne 1. května 1945 v Terstu.